# Adolphe de Riquet de Caraman
Pour les articles homonymes, voir Riquet et Caraman (homonymie).
Adolphe Frédéric Joseph Marie Victor de Riquet, comte de Caraman (Berlin, 8 septembre 1800 - Paris, 6 février 1876) est un explorateur français.

## Biographie
Il fait en 1837 un voyage en Terre Sainte qui le mène à Palmyre alors en pleine insécurité sous occupation égyptienne. Parti de Homs le 13 décembre 1837, il suit l'Oronte jusqu’à Hama puis entre dans le désert, traverse les djebel Delas et Abiod et atteint Palmyre le 20 décembre. 
Il s'installe alors près du Temple du Soleil et pendant plusieurs jours dessine les temples en ruines, les colonnades et l'arc de triomphe. Il relève aussi un grand nombre d'inscriptions grecques et latines avant de reprendre la route le 24 décembre et de revenir à Homs le 28. 
Il ramène à la Société de géographie de Paris, en sus de ses recherches archéologiques, deux itinéraires au 1/500 000 du Caire à Jérusalem par le Mont Sinaï et de Jérusalem au golfe d'Aqaba. 
Adolphe de Riquet fut propriétaire du château d'Anet de 1840 à 1860.

## Distinctions
- Chevalier de la Légion d'honneur

## Publications
- Voyage de Homs à Palmyre et retour, Bulletin de la Société de géographie, 1840, p. 321-345
- Aperçus généraux sur la Syrie, Bulletin de la Société de géographie, janvier 1841
- Anet, son passé, son état actuel, notice historique, 1860